# IC 4199
IC 4199 је појединачна звијезда у сазвјежђу Ловачки пси која се налази на листи објеката дубоког неба у Индекс каталогу.
Деклинација објекта је + 35° 51' 29" а ректасцензија 13h 7m 32,7s.